# Yōta Akimoto
Yōta Akimoto (秋元 陽太?, Akimoto Yōta; Machida, 11 luglio 1987) è un ex calciatore giapponese, di ruolo portiere.

## Palmarès

### Individuale
- Premio Fair-Play del campionato giapponese: 2

2016, 2018